# 布法勞格羅夫 (伊利諾伊州奧格爾縣)
布法勞格羅夫（英語：Buffalo Grove）是位於美國伊利諾伊州奧格爾縣的一個非建制地區。該地的面積和人口皆未知。

## 地理
布法勞格羅夫的座標為41°58′52″N 89°35′42″W / 41.98111°N 89.59500°W，而該地的平均海拔高度為258米（即846英尺）。